# Эстетика цифрового искусства
Эстетика цифрового искусства (англ. Aesthetics of digital art) — направление современной эстетики, лежащей в области философии искусства, теории медиа и искусствоведения. Направлена на изучение эстетического содержания цифрового (компьютерного) искусства с учётом пересмотра классических эстетических теорий. В противопоставление классическим эстетическим теориям применяется медиафилософский, постмодернистский подход к анализу данного вида искусства.
Так как данное направление современной эстетики находится в состоянии формирования, то представляется существенной последующая исследовательская деятельность по созданию общей концептуальной основы для междисциплинарного подхода в осмыслении влияния цифровой революции на формирование искусства новых медиа.
Границы эстетики цифрового искусства во многом остаются неопределенными, поскольку отсутствует консенсус среди теоретиков в отношении терминологии: эстетика дигитального (цифрового) искусства, постцифровая эстетика, медиаэстетика, алгоритмическая эстетика, эстетика постмедиа или эстетика новых медиа.

## Зарубежные исследования
С позиции рассмотрения цифровых технологий как медиума, то есть автономного произведения искусства, выделяются отличительные свойства, позволяющие сформировать отдельный тип эстетики. Отмечаются следующие основные свойства: интерактивность, вовлечение, динамизм и адаптивность. Несмотря на это, К. Пол отмечает, что исходя из позиции быстрого развития технологий, приходится постоянно дополнять свойства, осмыслять и переоценивать развивающееся искусство новых медиа с позиции не только эстетики, но и других дисциплин.

### Медиаэстетика
Исследования в области современной философской эстетики находятся в постоянном расширении идей относительно предмета изучения. Одним из направлений подобного рода является медиаэстетика, которая по определению синонимична с понятием цифровой эстетики. Немецкий медиафилософ Й. Шрётер подчеркивает, что данное понятие начало распространяться в немецкой литературе в начале 90-х годов. Там же оно и прижилось, в отличие от остальной области современной эстетики.
В рамках медиаэстетики отмечается, что эффекты, воспроизводимые цифровым образом, не сводятся только к человеческой чувственности. Медиафилософский подход различает внешние проявления цифрового сбоя (например, как в глитч-арте, искусстве сбоя, который подменяется человеческим сбоем взамен цифрового) и медиальностью как таковой. Отправной точкой исследования эстетики новых медиа Й. Шрётера является эстетика формалистов, которая рассматривает проблемы соотношения формы и содержания, соотношения эстетического и функционального. Медиафилософ отталкивается от тезиса немецкого эстетика М. Зееля, который заключает самостоятельность любого эстетического восприятия. Так, Шрётер анализирует различия между материальностью и нематериальностью аналоговых и цифровых медиа. Перевоплощением свойств цифрового в аналоговое, по мнению теоретика, наделена сама цифровая медиальность. Это свойство имеет термин — «трансматериализация», то есть способность воссоздания материалов аналогово с помощью ресурсов цифровых медиа. С этой позиции Й. Шрётер развивает позицию медиаэсетики новых медиа.
Наравне с медиаэстетикой получили широкое распространение, как и «постмедиальная эстетика» в работах медиатеоретика Л. Мановича, так «алгоритмическая эстетика» в исследованиях Л. Париси. Также немецкий историк искусств Д. Варнке использует термин «эстетика дигитального». Перечисленные позиции задают общий взгляд на разносторонние проблемные поля, раскрывающие состояние эстетического по отношению к цифровому искусству.

### Алгоритмическая эстетика
Исследователь цифровых медиа в современной культуре Лучиана Париси развивает подход алгоритмической эстетики, утверждающая необходимость выхода за пределы рефлексии внешних проявлений цифрового пространства. В данной концепции делается акцент на анализе дигитальности как таковой, что идет в разрез с теорией медиа М. Маклюэна, которая выступает за пространственное вытеснение, продолжение человеческого сознания и тела вовне. Также Л. Париси на страницах своих работ вступает в дискуссию с Л. Мановичем, М. Ханзенем, Ф. Киттлером, выступая за нерепрезентативную эстетику, не связанной с человеческой чувственностью. Тем самым, он отмечает, что репрезентативная эстетика сводит все свойства и качества к внешним проявлениям, упуская из виду сложность функционирования медиальности. Исследователь настаивает на том, что рассмотрение цифровых медиа в их эффектах исходит из ложной подмены цифрового человеческим. Напротив, он не видит прямого отношения между машинными аппаратом (устройством, программой) и людьми. Так, он выступает против антропологизации изучения цифрового.
Вместо антропологического взгляда на цифровое Л. Париси предлагает обратиться к алгоритмической эстетике, которая имеет математическую чувственность схватывания данных при помощи алгоритма. Функционирование алгоритма предполагается в отличной от человеческой проекции плоскости. Тем самым, редукция к математическому чувствованию компьютерных алгоритмов является основополагающей для переосмысления границ эстетического в цифровой эпохе. Данное переосмысление заключается в том, чтобы обращать внимание на множественность и непредсказуемость внутри цифровых процессов, которые содержат в себе элементы возможности и новизны.

## Российские исследования
Исследования российских авторов в области цифрового искусства носят характер философского осмысления использования цифровых технологий как инструмент в искусстве. По большей части они неразрывно связаны с традицией эстетики постмодернизма, нежели с отличительно новой парадигмы в области теории медиа или медиафилософии.

### Эстетика цифрового искусства
C онтологической перцепции цифровое искусство можно рассматривать в разных плоскостях. Одной из них является информационный подход, который в данном ключе развивает С. В. Ерохин, исследователь дигитальной эстетики. Тем самым, если информация рассматривается как субъективная реальность, то тогда произведением цифрового искусства считается файл данных, который заключает в себе сообщение — созданное автором файла определенную субъективную реальность. Рассуждая с позиции социальной обусловленности, ценная информация (значимое произведение цифрового искусства), будет восприниматься субъектом эстетически. Тем самым, содержание информации может иметь свою эстетическую значимость.

### Постцифровая эстетика
Феномен «постцифровой эстетики» вводит на страницах своих исследований российский исследователь А. А. Деникин. Он понимает постцифровую эстетику через принцип преднамеренной ошибки (глитч-арт) по примеру другого исследователя К. Касконе, который исходил из положения, что сбои и ошибки могут нам много сказать о человеческом. Вместо того, чтобы выявлять идеальную цифровую репрезентацию, лучше сфокусироваться на том, что можно считать «человеческим».